# Cristian Vélez
Vélez  Riveros est un nom espagnol. Le premier nom de famille, en général paternel, est Vélez ; le second, en général maternel, souvent omis, est Riveros.
Cristian Damián Vélez Riveros, né le 16 février 2005 à Amagá, est un coureur cycliste colombien. Il est membre de l'équipe GW-Erco-Shimano.

## Biographie
Cristian Vélez est originaire d'Amagá, une localité située dans le département d'Antioquia. Il est le fils d'un mineur et d'une mère femme au foyer. Durant sa jeunesse, il pratique d'abord le VTT, une discipline où il obtient de bons résultats,. Il bascule finalement vers les compétitions sur route en 2018. 
Dans les catégories de jeunes, il s'affirme comme un coureur plutôt complet, rapide au sprint mais aussi capable de résister en montagne. Il s'illustre tout particulièrement lors de la saison 2023 en remportant la version junior de la Clásica de Rionegro et de la Vuelta a Antioquia. La même année, il s'impose sur deux étapes de la Vuelta del Porvenir. Il est également sacré champion national en ligne. Sur piste, il participe aux championnats du monde juniors, où il se classe cinquième de le poursuite par équipes et treizième de la poursuite individuelle. 
Remarqué par ses performances, il intègre l'équipe continentale GW-Erco-Shimano en 2024. Avec cette formation, il met principalement en avant ses qualités de sprinteur. Il s'impose ainsi à l'issue d'un emballage massif sur une étape de la Vuelta de la Juventud, réservée aux moins de 23 ans. Chez les élites, il parvient à s'adjuger une étape de la Clásica de Marinilla, devant son coéquipier Alejandro Osorio. Il monte aussi sur le podium de la troisième étape du Clásico RCN, une épreuve majeure du calendrier colombien. Au Guatemala, il termine deuxième d'une étape de la Vuelta Bantrab, sur le circuit de l'UCI America Tour. 
En 2025, il confirme ses aptitudes au sprint avec une victoire d'étape à la Clásica de Rionegro et sur la Vuelta de la Juventud. Sous les couleurs de sa sélection nationale, il devient vice-champion panaméricain espoir, derrière son compatriote Jonathan Guatibonza. Début août, il passe tout proche d'un succès de prestige en se classant deuxième de l'étape inaugurale du Tour de Colombie.

## Palmarès
- 2021
  - 1re étape de la Clásica de Rionegro Juniors
- 2023
  -  Champion de Colombie sur route juniors
  - Clásica de Rionegro Juniors :
    - Classement général
    - 3e étape

  - Vuelta a Antioquia Juniors :
    - Classement général
    - 1re et 3e étapes

  - 1re et 5e étape de la Vuelta del Porvenir
- 2024
  - 2e étape de la Vuelta de la Juventud
  - 3e étape de la Clásica de Marinilla
- 2025
  - 2e étape de la Clásica de Rionegro
  - 1re étape de la Vuelta de la Juventud
  -  Médaillé d'argent du championnat panaméricain sur route espoirs